# Jean-Baptiste Muratore
Jean-Baptiste Muratore, né le 6 septembre 1915 à Menton et mort le 1er avril 1977 à Issoire, est un peintre français.

## Biographie
Ses parents sont d'origine Italienne ; il a un frère, Ignaccio, et une sœur, partis en Amérique. Il découvre l'Auvergne grâce à son service militaire, il s'y marie en 1939. Il part à la guerre et contracte la tuberculose en Alsace ; il est soigné à l'hôpital Sabourin à Clermont-Ferrand. C'est dans ce même hôpital qu'il apprend à peindre car son état l'exclut du monde du travail. Le médecin lui conseille de venir en vacances au Vernet-la-Varenne pour son altitude, favorable à sa guérison. Durant ses vacances au Vernet-la-Varenne il loge à l'Hôtel du Commerce puis à l'Hôtel de la poste et enfin à la Maison Paulet-Wigy de 1956 à 1976 (son épouse continua d'y séjourner jusqu'en 2005). Il peint aux environs d'Issoire, à Sauvagnat-Sainte-Marthe où il rencontre un groupe de peintres dont Aujame et Jannot qui l'honorent de leur amitié et l'engagent à exposer. Sa première exposition est au Salon d'automne de Paris ; il y est exposé depuis 1957. Là-bas il est remarqué par la critique d'art J. Chabanon qui le suit au cours de sa carrière. Parmi ses thèmes favoris, on retrouve l'arbre et la forêt. 
Ses séjours dans les Monts du livradois se partageaient entre 2 familles, la famille Paulet au Vernet chez qui il séjournait ainsi que son épouse, la famille Genestier, à Chaméane, amis de son épouse et chez qui il aimait venir peindre). Son épouse, Marie-Josèphe dite Marinette, est décédée dans la ville d'Issoire en 2009.

## Ses œuvres
Il n'a que très rarement donné un titre à ses toiles. L'on sait toutefois que :
- les forêts ont été peintes au Vernet-la-Varenne et à Saint-Germain-l'Herm ;
- les paysages montrent les environs de Colamine-sous-Vodable (cimetière des Bornes Vodable), Saint Saturnin, Sauvagnat-Sainte-Marthe, les hameaux du Vernet-la-Varenne, la place du Vernet-la-Varenne, Lamontgie, Perrier, l'église de Mailhat, les bords de l'Allier et ceux de la Couze ;
- les intérieurs représentent un grenier au Vernet-la-Varenne (grenier de M. Jean-Pierre Paulet, Aubergiste et Menuisier - famille dans laquelle il séjournait lors de ses venues au Vernet) et une cuisine à Vodable ;
- les pastels représentent Les Pradeaux, un peuplier à Parentignat et des pommiers en fleurs à Perrier.

### Sources et bibliographie
- Biographie de Jean-Baptiste Muratore